# Tratado de Kanagawa
El tratado de Kanagawa (en japonés 神奈川条約 Kanagawa Jōyaku o 日米和親条約 Nichibei Washin Jōyaku) se firmó el 31 de marzo de 1854 entre el Comodoro Matthew Perry de Estados Unidos y las autoridades del Shogunato Tokugawa que controlaban el archipiélago de Japón, en el puerto japonés de Shimoda. Este tratado desigual fue firmado bajo la amenaza del uso de fuerza military terminó con 251 años de aislamiento de Japón y a la vez, con su política de exclusión (Sakoku), abriendo así los puertos japoneses de Shimoda y Hakodate al comercio con Estados Unidos, garantizando la seguridad de náufragos estadounidenses y estableciendo un cónsul permanente.

## Historia

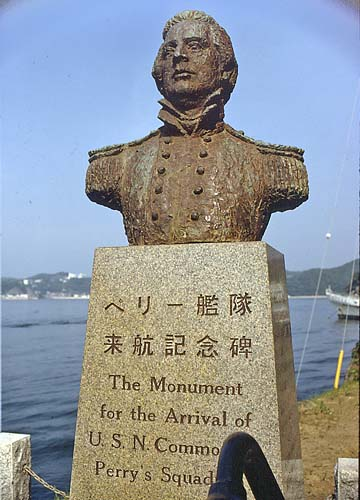
Busto de Matthew Perry en Shimoda.

### Contexto
Antes de su primer viaje al Oriente en 1853, el comodoro Matthew C. Perry había consultado la información disponible acerca del “Japón Tokugawa”. Su investigación incluyó consultas con el japonólogo Philipp Franz von Siebold, quien había vivido en la isla neerlandesa de Dejima.
Tras desembarcar en Japón en julio de 1853, Perry entregó varios obsequios destinados al emperador Kōmei Tennō. Luego hizo una demostración de fuerza naval. Perry ofreció al gobernador local una caja de madera que contenía una carta firmada por el presidente estadounidense Millard Fillmore. El documento dirigido al emperador, contenía la propuesta oficial de crear vínculos beneficiosos entre los dos países si el monarca aceptaba permitir el libre comercio entre ambas naciones. El comodoro añadió que volvería en busca de una respuesta al año siguiente.

### El Tratado
El Tratado refleja la imposición de la influencia y los intereses estadounidenses en Japón durante el siglo XIX. La expedición liderada por el comodoro Matthew Perry se llevó a cabo mediante la demostración de la superioridad militar y tecnológica de Estados Unidos, lo que ejerció una presión significativa sobre Japón para abrir sus puertas al comercio con Occidente.
Esta apertura forzada fue una violación de la soberanía de Japón y una muestra del imperialismo occidental. Estados Unidos buscaba expandir su influencia económica y política en Asia, aprovechando la debilidad relativa de Japón en ese momento. La firma del tratado, bajo estas circunstancias, puede interpretarse como un acto de coerción y desequilibrio de poder.
Además, el tratado estableció una serie de desigualdades en las relaciones bilaterales. Estados Unidos obtuvo concesiones significativas en términos de acceso a puertos y privilegios comerciales, mientras que Japón se vio obligado a ceder a las demandas extranjeras sin una negociación equitativa. Esto alimentó un sentimiento de humillación y descontento en Japón, y sentó las bases para futuros conflictos y tensiones entre ambos países.
En resumen, la acción de Estados Unidos en la orquestación y firma del Tratado de Kanagawa puede ser interpretada críticamente como un ejemplo de intervencionismo forzado y una muestra de desequilibrio de poder. Este tratado marcó el comienzo de una serie de eventos que moldearon la historia de Japón y su relación con las potencias occidentales.

## Legado
El Tratado de Kanagawa fue seguido por el Tratado de Amistad y Comercio (EE. UU.-Japón) - Tratado de Harris de 1858, que permitió la concesión de establecimientos extranjeros, territorios extras para ellos y mínimos aranceles para las importaciones estadounidenses.
Similares tratados fueron subsecuentemente negociados con rusos, franceses y británicos.